# Marie Leopoldina Habsbursko-Lotrinská
Marie Leopoldina Habsbursko-Lotrinská (22. ledna 1797 Vídeň – 11. prosince 1826 Rio de Janeiro) byla portugalská královna a brazilská císařovna.
Pocházela z rodu Habsburků, byla dcerou římskoněmeckého císaře Františka II. (jako císař rakouský vládl pod jménem František I.) a jeho druhé manželky Marie Terezy Neapolsko-Sicilské. Od roku 1817 byla Marie Leopoldina manželkou portugalského korunního prince, který byl v roce 1822 korunován jako brazilský císař pod jménem Pedro I. Na brazilský trůn usedl později i syn Pedra I. a Leopoldiny pod jménem Pedro II. a na portugalský trůn dcera Marie pod jménem Marie II.

## Dětství a dospívání

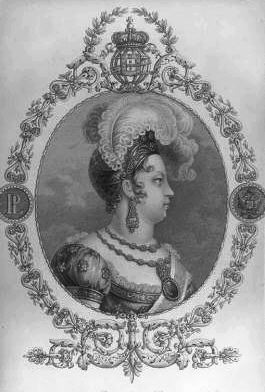
Marie Leopoldina jako brazilská císařovna

Leopoldina byla páté dítě z dvanácti dětí císaře Františka I. Ze svých sourozenců nejvíce ctila a milovala svou starší sestru Marii Louisu, která se později stala druhou manželkou Napoleona Bonaparta. Na rozdíl od některých svých sourozenců byla Leopoldina mimořádně nadané a inteligentní dítě. Zabývala se fyzikou, astronomií, velmi intenzívně botanikou a zoologií, a řadou dalších věd. Měla rovněž hudební talent a výborně kreslila a malovala. Dětství Leopoldiny bylo poměrně těžké. V císařské rodině vládla pevná disciplína, absolutní poslušnost a tvrdá výchova. Tato doba byla navíc poznamenána také válečnými událostmi a v roce 1805 musela císařská rodina uprchnout před Napoleonem z Vídně. Většina rodiny odešla do Uher, ale Leopoldina se svou matkou se kupodivu vydaly na místa nejtěžších bojů na Moravu. V roce 1807 se rodina vrátila do Vídně, téhož roku zemřela Leopoldina matka. Již v lednu 1808 se ale císař potřetí oženil, jeho vyvolenou se stala arcivévodkyně Marie Ludovika Beatrix z Modeny. Se svou nevlastní dcerou Leopoldinou vycházela velmi dobře a podporovala ji v jejích zálibách a rozvíjení vědeckých zájmů. Přišla ovšem další rána – Leopoldina byla velmi otřesena z toho, že se její milovaná sestra Marie Louisa musela provdat za člověka, kterého dosud považovala za největšího nepřítele Habsburků, za císaře Napoleona Bonaparta. Když však po pozdější Napoleonově porážce dorazil do Vídně jeho malý syn Napoleon II., ujala se ho nejvřeleji právě Leopoldina, která ho chránila před zlomyslnostmi dvora a jeho zaměstnanců.

## Nevěsta
V roce 1816 se Leopolda dozvěděla, jaké dynastické plány s ní mají její otec a všemocný státní kancléř kníže Metternich. Jako budoucí ženich jí byl vybrán portugalský korunní princ Dom Pedro, který poté, co celá královská rodina a dvůr museli odejít kvůli Napoleonovi z vlasti, žil v daleké Brazílii. Leopoldina nijak neprotestovala a začala se na svou budoucí úlohu pečlivě připravovat. Učila se portugalsky a studovala mapy a cestopisy popisující její budoucí vzdálenou vlast. O její ruku byl císař oficiálně požádán 18. února 1817, Dom Pedro ovšem nebyl ve Vídni přítomen a byl zastupován vyslancem markýzem Marialvou. Nevěsta obdržela portrét svého budoucího manžela a údajně jím byla nadšena. Svatba proběhla 13. května 1817 v augustiniánském kostele ve Vídni a ženicha tentokrát zastupoval Leopoldin strýc arcivévoda Karel. Na cestu do Brazílie se Leopoldina vydala 2. června 1817 i se svým početným doprovodem. V srpnu se v italském přístavu Livorno nalodili a opustili Evropu. Do hlavního města Brazílie Rio de Janeiro dorazili po těžké a strastiplné cestě 5. listopadu 1817.

## Manželství
Leopoldina a princ Pedro si byli hned při prvním osobním setkání navzájem velmi sympatičtí a příznivý dojem udělala nevěsta i na ostatní členy portugalské královské rodiny. Uvítání novomanželského páru v Rio de Janeiro bylo velkolepé. Mírné zklamání ovšem zažila Leopolda již nedlouho po příjezdu, když se s manželem nastěhovala do zámku Boa Vista. Toto sídlo bylo velmi skromné a poskytovalo jen málo pohodlí. Životní podmínky portugalské korunní princezny tak nebyly o mnoho lepší, než u ženy běžného koloniálního pána. I přes tyto drobné problémy vypadalo manželství jinak spokojeně. Leopoldina byla do svého muže zamilovaná a on jí rovněž projevoval svou náklonnost. Ale již po prvním měsíci se začala situace horšit. Tehdy překvapil nic netušící novomanželku Pedrův epileptický záchvat. O tom, že princ trpí touto chorobou, do té chvíle Leopoldina nic netušila. Postupem času přišla i na to, že její manžel nemá zrovna jednoduchou povahu – byl náladový, nedůvěřivý, často měl záchvaty zuřivosti a pak se choval ke svému okolí velmi bezohledně. Své ženě byl také často nevěrný. Navíc dvorní dámy a komorné, které přijely s Leopoldinou z Vídně, se musely vrátit do Evropy a byly nahrazeny Portugalkami což princezna těžce nesla, velmi rozladěná byla také z toho, že portugalská dvorská společnost byla nevzdělaná a dosti hrubá. Leopoldina začala propadat těžkomyslnosti. Trochu radosti jí přineslo v roce 1819 narození dcery, která dostala jméno Maria da Glória. V následujících letech Leopoldina porodila další tři dcery a dva syny.

## Císařovna

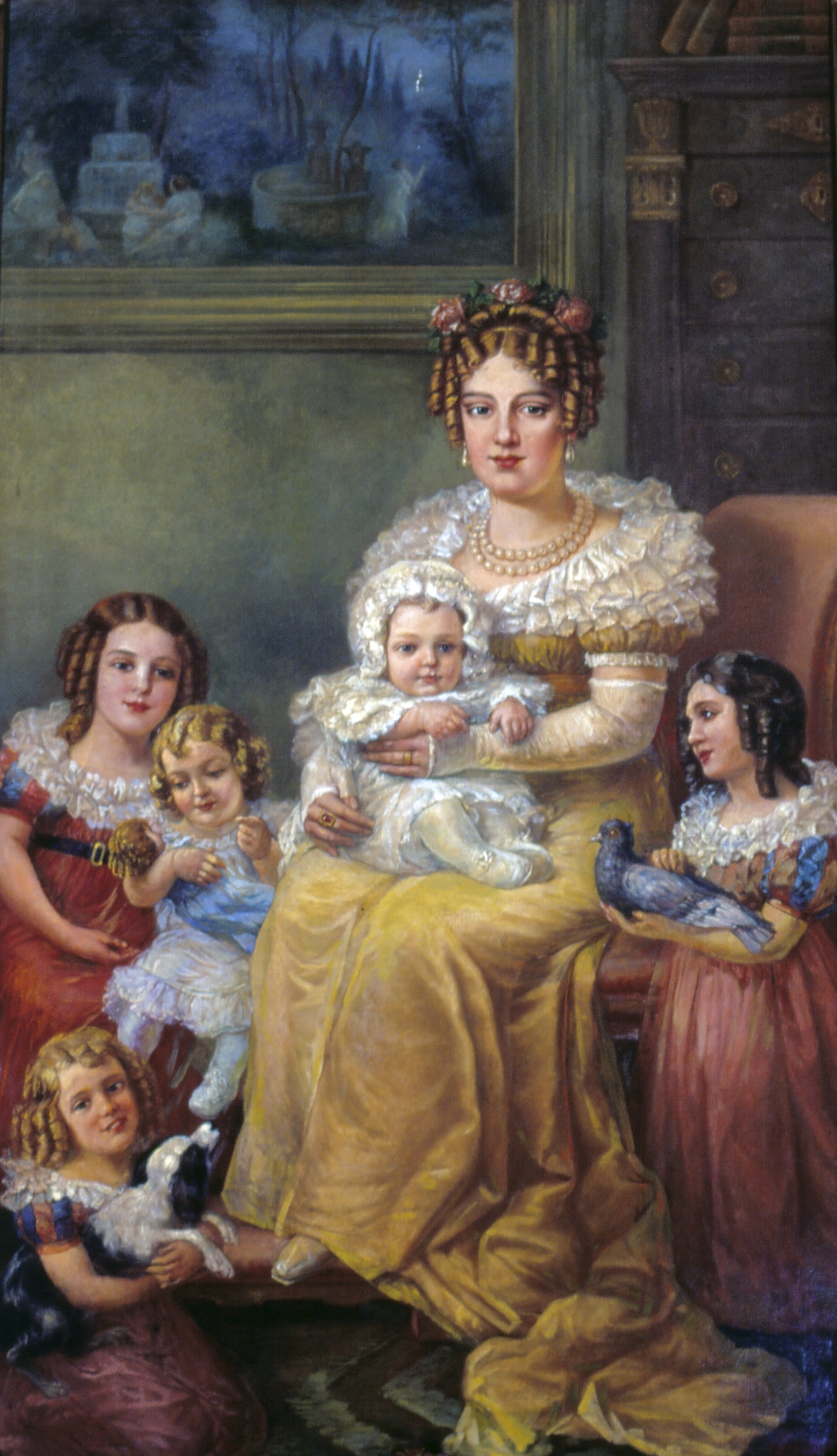
Císařovna Marie Leopoldina s dětmi

Na popud své manželky Leopoldiny přijal Pedro nabídku postavit se do čela brazilského hnutí za nezávislost, které vyvrcholilo 12. října 1822 jeho korunovací na císaře brazilského. Leopoldina korunována nebyla, ale jako manželka císaře používala titul císařovna. S vývojem situace byla do té doby spokojena. Po dlouhém úsilí dosáhla svých politických cílů, když se největší země Jižní Ameriky stala samostatnou monarchií a trůn byl přisouzen jejím potomkům. Po počátečních sporech se svým otcem a tchánem dosáhla totiž Leopoldina toho, že Brazílii jako suverénní stát uznali nejprve Habsburkové a následně i Portugalsko. Čím úspěšnější byla Leopoldina v politice, tím tragičtěji se vyvíjel její osobní život. Její manžel, císař Pedro I. se vrhal do nových milostných dobrodružství a císařovna tím velmi trpěla. Situace došla tak daleko, že Leopoldina nechala vystěhovat věci svého manžela ze společného domu. Při několika následujících manželských hádkách ji Pedro opakovaně fyzicky napadl. Její psychický stav se začal zhoršovat. V prosinci 1826 prodělala Leopoldina potrat a na jeho následky, umocněné fyzickým i psychickým vyčerpáním, v Rio de Janeiro 11. prosince 1826 zemřela, daleko od své vlasti, sama a opuštěná. Pohřbena byla v klášteře Ajuda. Dnes je její tělo pohřbeno v národním památníku poblíž Sao Paula.

## Potomci
- 1. Marie II. Portugalská (4. dubna 1819 Rio de Janeiro – 15. listopadu 1853 Lisabon), královna Portugalska a Algarve v letech 1826–1828 a 1834–1853, pohřbena v panteonu rodu Braganza v klášteře São Vicente de Fora v Lisabonu[1]
⚭ 1834 August de Beauharnais (9. prosince 1810 Milán – 28. března 1835 Lisabon), 2. vévoda z Leuchtenbergu, 2. kníže z Eichstättu a vévoda ze Santa Cruz
⚭ 1836 Ferdinand II. Portugalský (29. října 1816 Vídeň – 15. prosince 1885 Lisabon), (spolu)král Portugalska a Algarve v letech 1837–1853
- 2. Miguel (*/† 26. dubna 1820 Rio de Janeiro)[2]
- 3. Jan Karel (6. března 1821 Rio de Janeiro – 4. února 1822 tamtéž)[3]
- 4. Januárie Marie (11. března 1822 Rio de Janeiro – 13. března 1901 Nice),[4] pohřbena po boku svého manžela na pařížském hřbitově Père Lachaise[5]
⚭ 1844 Ludvík Karel Neapolsko-Sicilský (19. července 1824 Neapol – 5. března 1897 Paříž), hrabě z Aquily[6]
- 5. Paula Mariana (17. února 1823 Rio de Janeiro – 16. ledna 1833 tamtéž)[7]
- 6. Františka Karolína (2. srpna 1824 Rio de Janeiro – 27. března 1898 Paříž)[8]
⚭ 1843 František Ferdinand Orleánský (14. srpna 1818 Neuilly-sur-Seine – 16. června 1900 Paříž), kníže ze Joinvillu a admirál Francouzského námořnictva[9]
- 7. Petr II. Brazilský (2. prosince 1825 Rio de Janeiro – 5. prosince 1891 Paříž), poslední brazilský císař v letech 1831–1889[10]
⚭ 1843 Tereza Marie Neapolsko-Sicilská (14. března 1822 Neapol – 28. prosince 1889 Porto)[11]

## Vývod z předků
|                                       |                                     |  |                    |                                             |  |  |  |  |  |  |  | Leopold Josef Lotrinský |
|                                       |                                     |  |                    |                                             |  |  |  |  |  |  |  |                         |
|                                       | František I. Štěpán Lotrinský       |  |                    |                                             |  |  |  |  |  |  |  |                         |
|                                       |                                     |  |                    |                                             |  |  |  |  |  |  |  |                         |
|                                       |                                     |  |                    | Alžběta Charlotta Orleánská                 |  |  |  |  |  |  |  |                         |
|                                       |                                     |  |                    |                                             |  |  |  |  |  |  |  |                         |
|                                       | Leopold II.                         |  |                    |                                             |  |  |  |  |  |  |  |                         |
|                                       |                                     |  |                    |                                             |  |  |  |  |  |  |  |                         |
|                                       |                                     |  |                    | Karel VI.                                   |  |  |  |  |  |  |  |                         |
|                                       |                                     |  |                    |                                             |  |  |  |  |  |  |  |                         |
|                                       | Marie Terezie                       |  |                    |                                             |  |  |  |  |  |  |  |                         |
|                                       |                                     |  |                    |                                             |  |  |  |  |  |  |  |                         |
|                                       |                                     |  |                    | Alžběta Kristýna Brunšvicko-Wolfenbüttelská |  |  |  |  |  |  |  |                         |
|                                       |                                     |  |                    |                                             |  |  |  |  |  |  |  |                         |
|                                       | František I. Rakouský               |  |                    |                                             |  |  |  |  |  |  |  |                         |
|                                       |                                     |  |                    |                                             |  |  |  |  |  |  |  |                         |
|                                       |                                     |  |                    | Filip V. Španělský                          |  |  |  |  |  |  |  |                         |
|                                       |                                     |  |                    |                                             |  |  |  |  |  |  |  |                         |
|                                       | Karel III. Španělský                |  |                    |                                             |  |  |  |  |  |  |  |                         |
|                                       |                                     |  |                    |                                             |  |  |  |  |  |  |  |                         |
|                                       |                                     |  |                    | Isabela Farnese                             |  |  |  |  |  |  |  |                         |
|                                       |                                     |  |                    |                                             |  |  |  |  |  |  |  |                         |
|                                       | Marie Ludovika Španělská            |  |                    |                                             |  |  |  |  |  |  |  |                         |
|                                       |                                     |  |                    |                                             |  |  |  |  |  |  |  |                         |
|                                       |                                     |  |                    | August III. Polský                          |  |  |  |  |  |  |  |                         |
|                                       |                                     |  |                    |                                             |  |  |  |  |  |  |  |                         |
|                                       | Marie Amálie Saská                  |  |                    |                                             |  |  |  |  |  |  |  |                         |
|                                       |                                     |  |                    |                                             |  |  |  |  |  |  |  |                         |
|                                       |                                     |  |                    | Marie Josefa Habsburská                     |  |  |  |  |  |  |  |                         |
|                                       |                                     |  |                    |                                             |  |  |  |  |  |  |  |                         |
| Marie Leopoldina Habsbursko-Lotrinská |                                     |  |                    |                                             |  |  |  |  |  |  |  |                         |
|                                       |                                     |  |                    |                                             |  |  |  |  |  |  |  |                         |
|                                       |                                     |  | Filip V. Španělský |                                             |  |  |  |  |  |  |  |                         |
|                                       |                                     |  |                    |                                             |  |  |  |  |  |  |  |                         |
|                                       | Karel III. Španělský                |  |                    |                                             |  |  |  |  |  |  |  |                         |
|                                       |                                     |  |                    |                                             |  |  |  |  |  |  |  |                         |
|                                       |                                     |  |                    | Alžběta Parmská                             |  |  |  |  |  |  |  |                         |
|                                       |                                     |  |                    |                                             |  |  |  |  |  |  |  |                         |
|                                       | Ferdinand I. Neapolsko-Sicilský     |  |                    |                                             |  |  |  |  |  |  |  |                         |
|                                       |                                     |  |                    |                                             |  |  |  |  |  |  |  |                         |
|                                       |                                     |  |                    | August III. Polský                          |  |  |  |  |  |  |  |                         |
|                                       |                                     |  |                    |                                             |  |  |  |  |  |  |  |                         |
|                                       | Marie Amálie Saská                  |  |                    |                                             |  |  |  |  |  |  |  |                         |
|                                       |                                     |  |                    |                                             |  |  |  |  |  |  |  |                         |
|                                       |                                     |  |                    | Marie Josefa Habsburská                     |  |  |  |  |  |  |  |                         |
|                                       |                                     |  |                    |                                             |  |  |  |  |  |  |  |                         |
|                                       | Marie Tereza Neapolsko-Sicilská     |  |                    |                                             |  |  |  |  |  |  |  |                         |
|                                       |                                     |  |                    |                                             |  |  |  |  |  |  |  |                         |
|                                       |                                     |  |                    | Leopold Josef Lotrinský                     |  |  |  |  |  |  |  |                         |
|                                       |                                     |  |                    |                                             |  |  |  |  |  |  |  |                         |
|                                       | František I. Štěpán Lotrinský       |  |                    |                                             |  |  |  |  |  |  |  |                         |
|                                       |                                     |  |                    |                                             |  |  |  |  |  |  |  |                         |
|                                       |                                     |  |                    | Alžběta Charlotta Orleánská                 |  |  |  |  |  |  |  |                         |
|                                       |                                     |  |                    |                                             |  |  |  |  |  |  |  |                         |
|                                       | Marie Karolína Habsbursko-Lotrinská |  |                    |                                             |  |  |  |  |  |  |  |                         |
|                                       |                                     |  |                    |                                             |  |  |  |  |  |  |  |                         |
|                                       |                                     |  |                    | Karel VI.                                   |  |  |  |  |  |  |  |                         |
|                                       |                                     |  |                    |                                             |  |  |  |  |  |  |  |                         |
|                                       | Marie Terezie                       |  |                    |                                             |  |  |  |  |  |  |  |                         |
|                                       |                                     |  |                    |                                             |  |  |  |  |  |  |  |                         |
|                                       |                                     |  |                    | Alžběta Kristýna Brunšvicko-Wolfenbüttelská |  |  |  |  |  |  |  |                         |
|                                       |                                     |  |                    |                                             |  |  |  |  |  |  |  |                         |